# Candy (azienda)
Candy S.p.A. è un'azienda italiana con sede a Brugherio (MB), che opera nella produzione di elettrodomestici, dal 2018 controllata dalla multinazionale cinese Haier.
Fondata a Monza nel 1945 come fabbrica di macchine utensili, realizza elettrodomestici dal 1945. Prima azienda italiana in assoluto a produrre lavatrici, nel periodo compreso tra gli anni novanta e duemila raggiunse la massima espansione divenendo una multinazionale.

## Storia

### Le origini: la OMEF e la produzione delle lavatrici Candy (1927-1960)
La società Officine Meccaniche Eden Fumagalli (OMEF) fu fondata a Monza nel 1927 su iniziativa di Eden Fumagalli (1891-1971), specializzata nella produzione artigianale di meccanica strumentale, in particolare macchine utensili, attività alimentata dalla crescente domanda delle aziende manifatturiere, e tessili in particolare, tanto sviluppate nella zona. La OMEF partì con soli 4-5 addetti, e nel 1932 costruì una macchina per uso industriale che lava e asciuga la biancheria, il modello EFM 504.
L'impresa crebbe considerevolmente arrivando a contare un centinaio di dipendenti nel 1940, ma lo scoppio della seconda guerra mondiale ne interruppe le attività. Nel 1945, a conclusione del conflitto, la OMEF per far fronte alle difficoltà economiche diversificò le sue attività, e perciò si avviarono gli studi per la costruzione della prima lavatrice per uso domestico, la Candy 50, che venne presentata al pubblico alla Fiera di Milano del 1946. Realizzata come caldaia smaltata con vasca in alluminio e strizzabiancheria in legno, fu progettata da Enzo Fumagalli (1919-1967) e disegnata dal fratello maggiore Niso (1918-1990), figli di Eden, con il primo che importò l'idea dagli Stati Uniti, paese in cui visse come prigioniero durante la guerra, e dove la lavatrice era già ampiamente diffusa. OMEF fu la prima ditta italiana a produrre una lavatrice, e il marchio Candy scelto per la sua commercializzazione traeva origine dal ritornello di una canzone diffusa in Italia dalle truppe statunitensi e tanto gradita ad Enzo, fortemente influenzato dalla cultura d'oltreoceano. Nei primi anni cinquanta, il suo sviluppo fu limitato, la produzione fu organizzata in tre stabilimenti, fu introdotta la lavorazione a catena, e il numero di addetti salì a poco più di 150.
Il successo commerciale ottenuto dai primi esemplari di Candy 50 convinse definitivamente Eden Fumagalli delle potenzialità straordinarie che questo settore avrebbe potuto sviluppare. Nel giro di pochi anni la ditta brianzola fu in grado di produrre trenta esemplari al giorno. Fecero seguito altri modelli di lavatrice prodotti da OMEF: la Candy 45, prima lavatrice da tre chilogrammi di carico con agitatore centrale, riscaldamento dell'acqua e pompa di scarico, del 1954; la Bi-Matic, prima lavabiancheria semiautomatica con due vasche dotata di programmatore, del 1957; la Automatic, dotata di sospensioni antimovimento e antirumore, termostato, centrifuga e programmi di lavaggio, del 1958; Full-Matic, del 1959; la Automatic 3, del 1960.

### Da Monza a Brugherio: l'espansione e l'affermazione di Candy (1961-1979)
La crescita repentina dell'azienda comportò il trasferimento delle sue attività nel 1961 presso un moderno complesso industriale edificato a Brugherio, avente una superficie di 160.000 m², e che occupava 600 addetti. Nello stesso anno, l'azienda divenne società per azioni ed assunse la ragione sociale Candy S.p.A., con capitale sociale di 1 milione di lire. La produzione giornaliera allora si aggirava attorno ai 370-380 pezzi, vale a dire quasi un centinaio di migliaia di elettrodomestici all'anno. Il salto produttivo avvenne, però, negli anni 1963-64, in coincidenza con l'arrivo delle commesse dai mercati esteri e con il lancio di un nuovo modello automatico, la Superautomatic 5, che ebbe un grande successo di mercato. Gli operai di Brugherio arrivarono in questi anni a lavorare anche dodici ore al giorno, compresi il sabato e la domenica. Fu in questa fase che i modelli Candy cominciarono ad assumere connotazioni standard nei rapporti con il mercato, sia nella concezione del prodotto (costo, funzionalità, estetica), sia nel processo differenziativo (prezzo, pubblicità, assistenza tecnica, forza vendita, promozione). Nel 1962, fu aperta la filiale commerciale estera in Francia per esportare i suoi prodotti in Europa, la seconda dopo quella aperta nel 1956 nella Repubblica Federale Tedesca.
Nel 1966, la produzione della linea lavaggio fu ampliata con il lancio della Stipomatic, lavastoviglie automatica a due comparti e con lavaggio differenziato. I livelli produttivi dell'azienda brianzola crebbero costantemente, come pure il numero di dipendenti, che nel 1970 arrivò a circa 1.500. Nel 1971, dopo la morte di Eden Fumagalli, e qualche tempo prima del figlio Enzo, la conduzione dell'azienda fu assunta dagli altri figli, il primogenito Niso e il quartogenito Peppino (1928-2015), rispettivamente come presidente e amministratore delegato. In quello stesso anno, a Cortenuova, in provincia di Bergamo, fu inaugurato il secondo stabilimento dell'azienda, che impiegò 338 lavoratori e fu destinato alla produzione delle lavastoviglie. Nel periodo 1972-75, Candy attuò un'importante strategia espansiva che gli permise di diventare tra le prime quattro aziende nazionali produttrici di elettrodomestici, ed attraverso la GIED-Gruppo Industriale Elettrodomestici, società finanziaria della famiglia Fumagalli, assunse il controllo delle seguenti aziende: la Niven-La Sovrana di Sorbolo, produttrice di cucine; la Kelly Italiana di Cernusco sul Naviglio, produttrice di frigoriferi col marchio Kelvinator; la Bessel di Santa Maria Hoè, produttrice di condizionatori; varie aziende produttrici di componenti. L'acquisizione di queste aziende comportò dunque la diversificazione produttiva da parte dell'azienda brianzola, e la gamma di elettrodomestici prodotti risultò non più limitata ai soli apparecchi per il lavaggio, ma ampliata anche a quelli per la cottura e per la refrigerazione.
La recessione economica del 1974-75 che interessò i paesi occidentali colpì duramente l'industria degli elettrodomestici; in questo contesto Candy fu una delle poche realtà a resistere, come dimostrato dal fatto che, in controtendenza rispetto ad altre concorrenti, aumentò le proprie esportazioni di 30 volte rispetto al decennio precedente, ed aprì altre filiali commerciali in Gran Bretagna e nei Paesi Bassi. Il fatturato annuo dell'azienda brianzola registrava valori attorno ai 70 miliardi di lire, per due terzi realizzato all'estero, e nel 1974 oltre 700.000 furono i pezzi venduti in tutte le parti del mondo.

### La multinazionale Candy (1980-2017)
All'inizio degli anni ottanta, la saturazione del mercato degli elettrodomestici e la concorrenza agguerrita dei produttori dell'Europa orientale resero necessario attuare delle significative strategie difensive. All'epoca Candy contava sette stabilimenti di produzione con circa 3.000 dipendenti ed arrivò ad un fatturato di 200 miliardi di lire; Niso e Peppino Fumagalli decisero nel 1980 di riorganizzare l'azienda attraverso la strutturazione come holding, le cui quote azionarie di maggioranza erano detenute dai due fratelli, e il resto da una finanziaria lussemburghese, la SAFIME S.A.. Il Gruppo venne così strutturato:
- Bessel S.p.A. di Santa Maria Hoè per la produzione di lavastoviglie;
- Candy Elettrodomestici S.r.l. con sede e stabilimento di Brugherio, per la commercializzazione di tutti i prodotti a marchio Candy;
- Donora Elettrodomestici S.p.A., con sede e stabilimento a Cortenuova, per la produzione di lavastoviglie a marchio Candy e Kelvinator;
- Kelly Italiana S.p.A., con sede a Cernusco sul Naviglio, per la commercializzazione dei prodotti a marchio Kelvinator, e la gestione degli stabilimenti di Cermusco e di Sorbolo, in provincia di Parma.[12][18]

Sempre nel 1980, il Gruppo brianzolo avviò la propria internazionalizzazione con l'apertura del suo primo stabilimento all'estero, a Bromborough, in Inghilterra, per la produzione di frigoriferi destinati al mercato britannico, e con la statunitense White Consolidated Industries siglò un accordo con cui ottenne la licenza esclusiva sul marchio Kelvinator per tutta l'Europa. L'anno seguente, nel 1981, al fine di ridurre i costi di produzione, l'impiego dell'acciaio inox per la realizzazione dei cesti delle lavatrici venne esteso anche alle vasche, e nello stabilimento di Brugherio furono installati 25 robot industriali.
Nel novembre 1984, Candy entrò nel capitale della Zerowatt, società di Alzano Lombardo con il proprio principale stabilimento produttivo nella frazione di Nese (provincia di Bergamo), di cui rilevò il 30% delle quote. Sette mesi più tardi, a maggio 1985, Zerowatt venne interamente rilevata dal gruppo monzese, che poco dopo rilevò anche la Gasfire di Erba, produttrice di cucine da incasso per la fascia alta di mercato. Nello stesso anno Candy diventò la prima azienda italiana a produrre forni a microonde, su licenza statunitense, facendo ingresso in un mercato che all'epoca era controllato dai giapponesi. I cospicui investimenti sull'innovazione di prodotto e della produzione (computerizzazione delle linee produttive) effettuati nella prima metà degli anni ottanta, permisero all'azienda dei Fumagalli di incrementare le vendite e superare i 550 miliardi di lire di fatturato, che per il 50% era dovuto alle esportazioni all'estero. Nel 1986, Candy risultò essere la terza azienda per quota di mercato in Italia con un valore del 13,5%, alle spalle di Zanussi-Electrolux e Merloni Elettrodomestici. A livello europeo invece, la quota di mercato posseduta da Candy era del 5%.
Nel 1987, il Gruppo Candy acquisì il 51% dell'azienda francese produttrice di elettrodomestici Rosières, avviando così una nuova fase espansiva, ma rivolta all'estero. Due anni più tardi, nel 1989, la quota di controllo del Gruppo brianzolo sulla Rosières aumentò al 70%, e con l'acquisizione dell'azienda francese il numero complessivo dei dipendenti crebbe arrivando fino a 4.800 unità. Negli anni ottanta faceva ingresso la terza generazione della famiglia Fumagalli: ai tre figli di Niso, Maurizio, Eden e Silvano Fumagalli, furono assegnate le cariche di direttore finanziario, coordinatore di produzione e direttore generale della Candy Elettrodomestici, mentre ai due figli di Peppino, Aldo e Beppe Fumagalli, furono assegnate le cariche di direttore generale rispettivamente di Gasfire e di Rosières.
Nel 1990, morì improvvisamente per una crisi cardiaca il presidente Niso Fumagalli, e la carica fu assunta dal fratello Peppino, il quale a sua volta lasciò quella di amministratore delegato, affidata a Enrico Arrigoni. Il fatturato di Candy raggiunse i 1.200 miliardi di lire fatturato, e nel 1991, il Gruppo brianzolo sbarcò in Unione Sovietica, dove siglò un accordo con la locale azienda Radio Equipment Plant per la fornitura di tecnologie al fine di convertire la propria fabbrica di missili in Ucraina in uno stabilimento per la produzione delle lavatrici destinate al mercato dei paesi dell'Europa orientale, poco sviluppato rispetto a quello dei paesi occidentali, dove al contrario le vendite degli elettrodomestici erano in stagnazione. L'anno dopo la caduta dei regimi comunisti e la fine dell'URSS, nel 1992, la Candy aprì la sua prima filiale commerciale in Russia.
Nel 1992-93, sotto il controllo di Candy passarono la spagnola Otsein, azienda leader nel paese iberico nel settore del lavaggio, e la Iberna, azienda italiana attiva nella distribuzione commerciale di frigoriferi e congelatori con l'omonimo marchio. Nel 1994, la conduzione del Gruppo passò interamente alla terza generazione della famiglia Fumagalli: al vertice del gruppo si insediarono il presidente Aldo Fumagalli, figlio di Peppino - carica lasciatagli dal padre, divenuto presidente onorario - e l'amministratore delegato Silvano Fumagalli, figlio di Niso.
Nel 1995, Candy rilevò la britannica Hoover European Appliances dalla statunitense Maytag, azienda che produceva e commercializzava in Europa gli aspirapolvere con il marchio Hoover, con 3.000 dipendenti ed un fatturato annuo di 600 miliardi di lire. Con l'acquisizione della Hoover europea il Gruppo brianzolo acquisiva due stabilimenti in Gran Bretagna ed uno in Portogallo, l'esclusiva del marchio in Europa, in parte del Medio Oriente e in Nordafrica, e diventava il terzo produttore europeo di elettrodomestici.  Il passaggio di Hoover nel Gruppo Candy comportò anche un ulteriore incremento del fatturato che arrivò a 1.879 miliardi di lire nel 1998.
All'inizio degli anni 2000, seguendo una logica connessa alla massima riduzione dei costi, il Gruppo iniziò a praticare la chiusura di alcuni impianti nazionali ritenuti fuori mercato: furono chiusi gli stabilimenti Zerowatt di Alzano (2001), Donora di Cortenuova (2006), Gasfire di Erba (2007) e Bessel di Santa Maria Hoè (2011). Al contempo venne attuata una politica di delocalizzazione con lo spostamento delle produzioni all'estero, avviata nel 2000 con l'apertura di un nuovo stabilimento per la produzione di frigoriferi a Podbořany, in Repubblica Ceca. Fecero seguito le acquisizioni della russa Vesta, produttrice di lavatrici a marchio Vyatka (2005), del 75% della cinese Jingling, terzo produttore del paese di lavatrici su piattaforme di tipo asiatico (asse verticale; 2006) e della turca Doruk, produttrice con il marchio Süsler di cucine, piani cottura, forni da incasso e da appoggio (2007). Dal punto di vista commerciale, nel settembre 2007, stipulò un accordo con la società finlandese Helkama Forste, per l'acquisizione dei diritti esclusivi sui propri marchi Helkama e Grepa, finalizzato alla distribuzione dei prodotti nella regione nordica fino alla fine del 2015. Alla fine dell'anno medesimo, il Gruppo Candy realizzava un fatturato di 1,1 miliardi di euro.
Nel 2009, il Gruppo venne riorganizzato con la costituzione della Candy Hoover Group S.r.l., a cui furono trasferiti marchi e attività di produzione in Europa. A metà dello stesso anno, venne prodotto il centomilionesimo apparecchio dal 1946, quando la prima lavatrice Candy fu fabbricata nell'officina Fumagalli: si trattava della lavatrice Candy Grand 9 kg. Sempre nel 2009, vennero aperte filiali a Dubai - per gestire lo sviluppo del mercato nell'area del Golfo - e in Serbia.
Nel 2013, Candy Hoover Group acquisisce la britannica Baumatic, specializzata in prodotti da incasso, elettrodomestici da cucina indipendenti e refrigeratori per vino.
Nel marzo 2017, Candy Hoover Group firma una importante partnership con il gruppo cinese Meiling, quotato alla Borsa di Shenzen, prevedendo che lo stabilimento di Jinling, nei pressi di Canton e di proprietà Candy diventi fornitore esclusivo di tutte le lavatrici a carica frontale per conto della nuova società Meiling Candy Corp (60% cinese, 40% italiano). Per finanziarne la crescita nell'innovazione tecnologica della fabbrica (dopo la gamma Simply-Fi con elettrodomestici connessi al Wi-Fi è la volta del forno Watch and Touch con web cam interna e lo schermo per le video ricette) viene lanciato un aumento di capitale di 70 milioni. Parallelamente, nel giugno 2017, si raggiunge un nuovo assetto societario della Candy: i fratelli Aldo e Beppe Fumagalli rilevano le quote dei cugini Maurizio e Silvano e di altri eredi Fumagalli, pari complessivamente al 40% del capitale; in base a tale iniziativa dalla metà del 2017 Aldo e Beppe controllano il 90% della società in parti uguali.

### La fine dell'era Fumagalli e la cessione ad Haier (2018-presente)
Il 28 settembre 2018 la famiglia Fumagalli abbandona totalmente la proprietà, annunciando la cessione del 100% di Candy, per 475 milioni di euro, al gruppo cinese Haier, il maggior produttore mondiale di elettrodomestici. Un anno più tardi, a ottobre 2019, il quartier generale della Haier Europe, consociata europea della multinazionale asiatica, viene trasferito da Parigi alla sede della Candy Hoover Group di Brugherio; Aldo e Beppe Fumagalli continuano ad avere rappresentanza nel consiglio di amministrazione.
Haier mette in atto importanti investimenti anche in ambito industriale per la sede di Brugherio, che torna ad essere un grande centro produttivo di lavatrici, proprio come lo era in passato, prima della delocalizzazione della gran parte delle attività. Questa scelta ha permesso alla multinazionale di poter esportare nel mercato cinese parte della produzione di lavatrici realizzata nello stabilimento italiano nei primi mesi del 2020, quando la Cina era ancora nel pieno dell'emergenza dovuta al Covid-19, sopperendo commercialmente al fermo delle attività nel mercato interno. Nonostante la pandemia abbia messo a dura prova a livello globale l'industria nel settore degli elettrodomestici, Haier ha deciso di potenziare ulteriormente l'impianto di Brugherio negli anni successivi, con un ulteriore investimento pari a 10 milioni di euro, finalizzato alla costruzione di lavatrici d'alta gamma, che andrà ad affiancare le linee di prodotto attualmente in funzione.

## Informazioni e dati
Candy S.p.A. è un'azienda italiana con sede a Brugherio, in provincia di Monza e della Brianza, controllata dalla multinazionale cinese Haier, e che sua volta controlla la Candy Hoover Group S.r.l., azienda che opera nella produzione e commercializzazione di elettrodomestici.
La Candy Hoover Group S.r.l., con sede e stabilimento a Brugherio, produce e commercializza con i marchi Candy, Hoover, Iberna e Zerowatt apparecchi per il lavaggio e l'asciugatura (lavatrici, lavastoviglie, lavasciuga e asciugatrici), per la conservazione alimentare (frigoriferi e congelatori), per la cottura (forni, microonde, cucine, piani cottura) e per la pulizia (aspirapolvere e scope elettriche). Nello stabilimento di Brugherio, attivo dal 1961 e la cui superficie coperta è di 65.000 m², ad oggi vengono prodotte solo lavatrici, per una quantità annuale di 400.000 pezzi, ed è attivo un laboratorio di ricerca e sviluppo dei prodotti.
Fino al 2018, il Gruppo Candy era una multinazionale che operava nella produzione e commercializzazione degli elettrodomestici attraverso i marchi internazionali Candy e Hoover, e con i marchi regionali Baumatic, Iberna, Jinling, Otsein Hoover, Rosières, Süsler, Vyatka e Zerowatt, con target e fasce di mercato differenti. Occupava 4.660 dipendenti sparsi in 6 stabilimenti produttivi in Europa, Cina e Turchia, e 45 società sussidiarie e uffici di rappresentanza in tutto il mondo. Nel 2017 il fatturato aveva raggiunto 1,148 miliardi con un aumento del 14%, l'Ebit è stato di 44 milioni pari al 3,8%, l'utile netto di 2,2 milioni di euro. La produzione annuale del Gruppo Candy era di 6 milioni di pezzi.
Nel 2019, l'azienda ha realizzato un fatturato di 990,1 milioni di euro ed una perdita d'esercizio di 14,6 milioni, e al 2020 impiegava 922 dipendenti.

## Premi e segnalazioni
- Premio Compasso d'oro
  - 1970 – Compasso d'oro per il condizionatore d'aria C23 disegnato da Joe Colombo[69]

## Sponsorizzazioni
Nel 1979, Candy sponsorizzò il Teatro alla Scala di Milano. Due anni più tardi, nel 1981, sponsorizzò anche la tournée del balletto del teatro milanese negli Stati Uniti, che vide come protagonisti Rudol'f Nureev e Carla Fracci.
In ambito sportivo, la prima sponsorizzazione avvenne nel 1963 con la squadra di hockey su pista dell’Hockey Club Monza e durò fino al 1972; successivamente approdò in Formula Uno nel 1979, apparendo sulle vetture della scuderia Tyrrell guidate dai piloti Jean-Pierre Jarier e Didier Pironi. La Tyrrell ebbe un discreto successo nel 1979, finendo al 5º posto nel Campionato costruttori, e Candy rimase lo sponsor della squadra per la stagione 1980. Nel 1981 Candy iniziò a sponsorizzare la scuderia Toleman e fu anche successivamente coinvolta con la Ligier, ma alla fine si ritirò dalla F1.
Candy è stata sponsor della maglia del Liverpool tra il 1988 e il 1992.